# Dimityr Wełkowski
Dimityr Walentinow Wełkowski (bułg. Димитър Валентинов Велковски; ur. 22 stycznia 1995 we Wracy) – bułgarski piłkarz występujący na pozycji obrońcy  w reprezentacji Bułgarii.

## Kariera klubowa
Swoją piłkarską karierę Wełkowski rozpoczynał w juniorach takich klubów jak: Botew Wraca (2001-2007), FC Vilafranca (2007-2008) i Łokomotiw Sofia (2008-2013). W 2013 roku został członkiem pierwszego zespołu Łokomotiwu i 26 kwietnia 2014 zadebiutował w nim w bułgarskiej pierwszej lidze w wygranym 3:0 domowym meczu z Neftochimikiem Burgas. Zawodnikiem Łokomotiwu był do końca sezonu 2014/2015.
Latem 2015 roku Wełkowski przeszedł do Łokomotiwu Płowdiw. Swój debiut w nim zaliczył 17 lipca 2015 w przegranym 0:3 wyjazdowym meczu ze Sławią Sofia. W Łokomotiwie spędził trzy sezony. Latem 2018 Wełkowski został piłkarzem Sławii Sofia. Swój debiut w Sławii zanotował 22 lipca 2018 w zremisowanym 1:1 domowym meczu z Beroe Stara Zagora. W Sławii grał do końca 2019 roku.
30 stycznia 2020 Wełkowski został zawodnikiem belgijskiego Cercle Brugge, do którego trafił za 250 tysięcy euro. W barwach tego klubu swój debiut zaliczył 1 lutego 2020 w przegranym 0:1 wyjazdowym meczu z KAS Eupen.
| Sezon   | Klub              | Kraj     | Rozgrywki       | Mecze | Gole |
| ------- | ----------------- | -------- | --------------- | ----- | ---- |
| 2013/14 | Łokomotiw Sofia   | Bułgaria | Pyrwa liga      | 4     | 0    |
| 2014/15 | Łokomotiw Sofia   | Bułgaria | Pyrwa liga      | 3     | 1    |
| 2015/16 | Łokomotiw Płowdiw | Bułgaria | Pyrwa liga      | 22    | 0    |
| 2016/17 | Łokomotiw Płowdiw | Bułgaria | Pyrwa liga      | 20    | 0    |
| 2017/18 | Łokomotiw Płowdiw | Bułgaria | Pyrwa liga      | 33    | 1    |
| 2018/19 | Sławia Sofia      | Bułgaria | Pyrwa liga      | 28    | 1    |
| 2019/20 | Sławia Sofia      | Bułgaria | Pyrwa liga      | 13    | 1    |
| 2019/20 | Cercle Brugge     | Belgia   | Eerste klasse A | 6     | 0    |
| 2020/21 | Cercle Brugge     | Belgia   | Eerste klasse A | 15    | 0    |

## Kariera reprezentacyjna
Wełkowski ma za sobą występy w młodzieżowych reprezentacjach Bułgarii na szczeblach U-19 i U-21. W seniorskiej reprezentacji Bułgarii zadebiutował 11 października 2020 w przegranym 0:2 meczu Ligi Narodów 2020/21 z Finlandią, rozegranym w Helsinkach.